# إيلديكو توث
إيلديكو توث (بالمجرية: Tóth Ildikó)‏ هي ممثلة مجرية، ولدت في 29 أغسطس 1966 في هاتفان في المجر.

## وصلات خارجية
- إيلديكو توث على موقع IMDb (الإنجليزية)
- إيلديكو توث على موقع ألو سيني (الفرنسية)
- إيلديكو توث على موقع أول موفي (الإنجليزية)
- إيلديكو توث على موقع قاعدة بيانات الفيلم (الإنجليزية)
- إيلديكو توث على موقع كينوبويسك (الروسية)